# Josef Danhauser

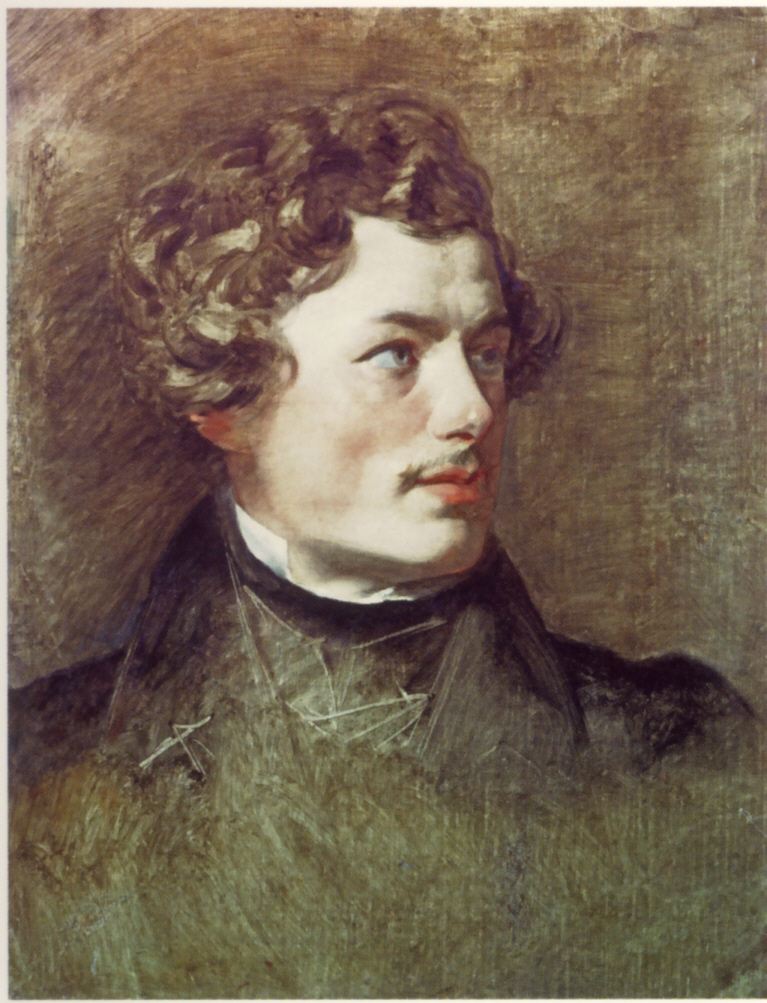
Josef Danhauser

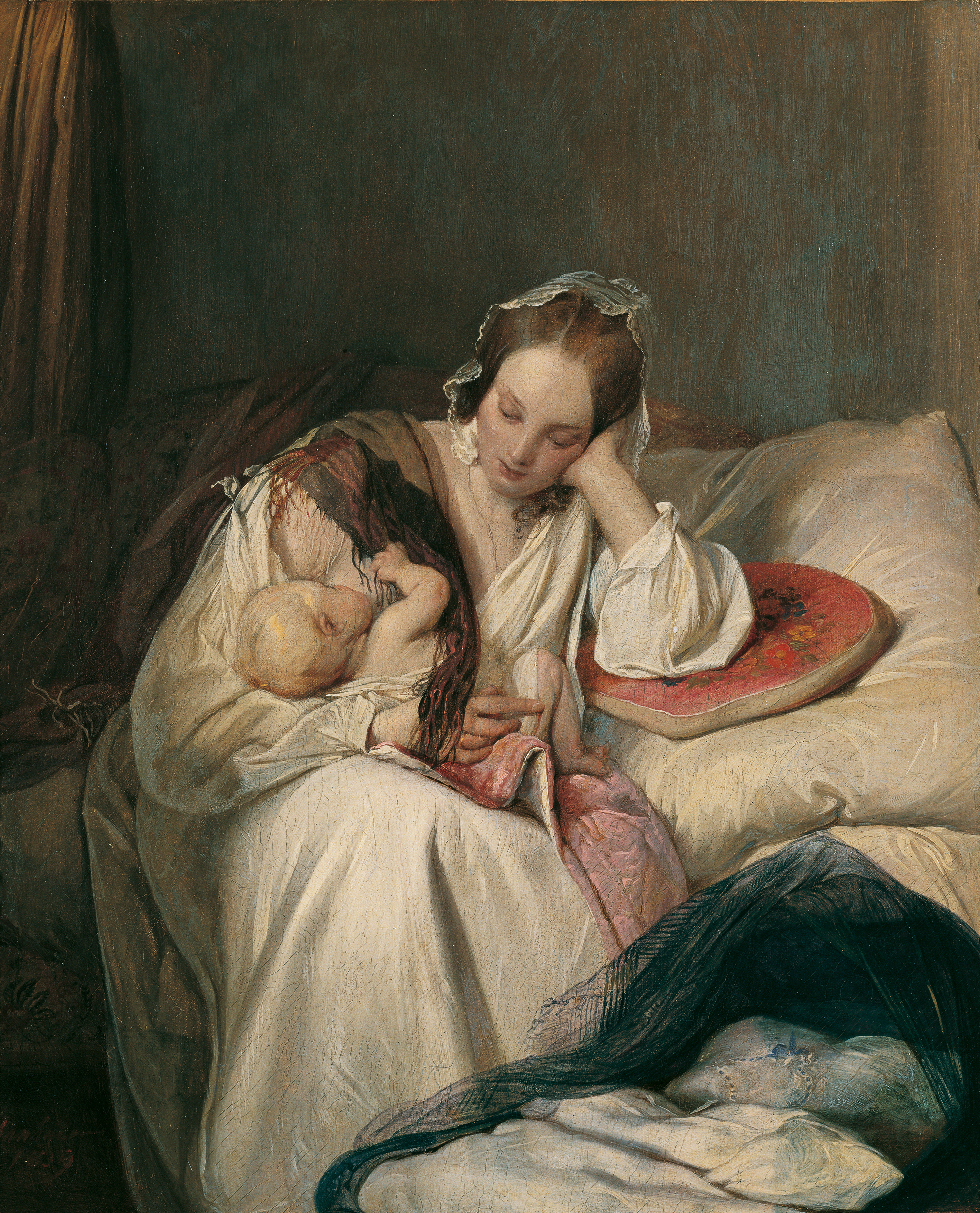
Mutterliebe (1839)

Josef Franz Danhauser (* 19. August 1805 in Wien; † 4. Mai 1845 ebenda) war ein österreichischer Maler und Grafiker der Biedermeierzeit.

## Leben
Josef Danhauser war der Sohn des Möbelfabrikanten und Bildhauers Joseph Ulrich Danhauser und dessen Frau Johanna Lambert und wurde im Hause Laimgrube Nr. 30 (Heute Linke Wienzeile 16–18) geboren. Seine jüngeren Brüder waren Franz, Carl und Anton Danhauser.
Der Vater erteilte ihm den ersten Zeichenunterricht, ab 1820 besuchte er die Akademie der bildenden Künste Wien bei St. Anna und war dort im Fach Historienmalerei Schüler von Johann Peter Krafft. 1826 stellte er dort erste Arbeiten aus. Johann Ladislaus Pyrker, der Patriarch von Venedig, lud Danhauser nach Venedig ein, wo dieser die italienischen Meister studieren konnte, und er kehrte im gleichen Jahr über Triest mit Pyrker nach Wien zurück. 1827 hielt sich Danhauser mit seinem Vater kurze Zeit in Prag auf. In diesem Jahr nahm er dem verstorbenen Ludwig van Beethoven die Totenmaske ab. Pyrker, der nunmehr Erzbischof von Erlau geworden war, berief Danhauser 1828 zu sich, wo er vor allem im Auftrag der Kirche Arbeiten ausführte.
1829 starb der Vater und Josef Danhausers Mutter übernahm die Möbelfabrik.
1832 hielt sich Danhauser wieder in Erlau auf und nahm die Malerei wieder auf. 1836 erhielt er den Akademiepreis für das Gemälde Die Verstoßung der Hagar. Er wandte sich nunmehr der Genremalerei zu, wobei seine bedeutendsten Werke entstanden. 1838 wurde er Korrektor für Historienmalerei an der Akademie und heiratete im selben Jahr Josephine Streit (1813–1874), die Tochter eines bürgerlichen Wundarztes. Gemeinsam hatten sie drei Kinder, Josef (1839), Marie (1841) und Julie (1843).
1841 wurde Danhauser Professor für Historienmalerei an der Akademie. 1842 legte er aber sein Amt wieder nieder, um eine lange geplante Reise mit dem Wiener Fabrikanten und Kunstmäzen Rudolf von Arthaber zu unternehmen. Über Gastein reiste er nach Deutschland und Holland. 1845 starb Josef Danhauser im Haus Wieden 51 (heute Paniglgasse 7) an Typhus. Er wurde auf dem ehemaligen Hundsturmer Friedhof beigesetzt und erhielt nach dessen Auflassung ein Grab auf dem Wiener Zentralfriedhof. 1862 wurde die Danhausergasse in Wien-Wieden (4. Bezirk) nach dem Künstler benannt.

## Werke

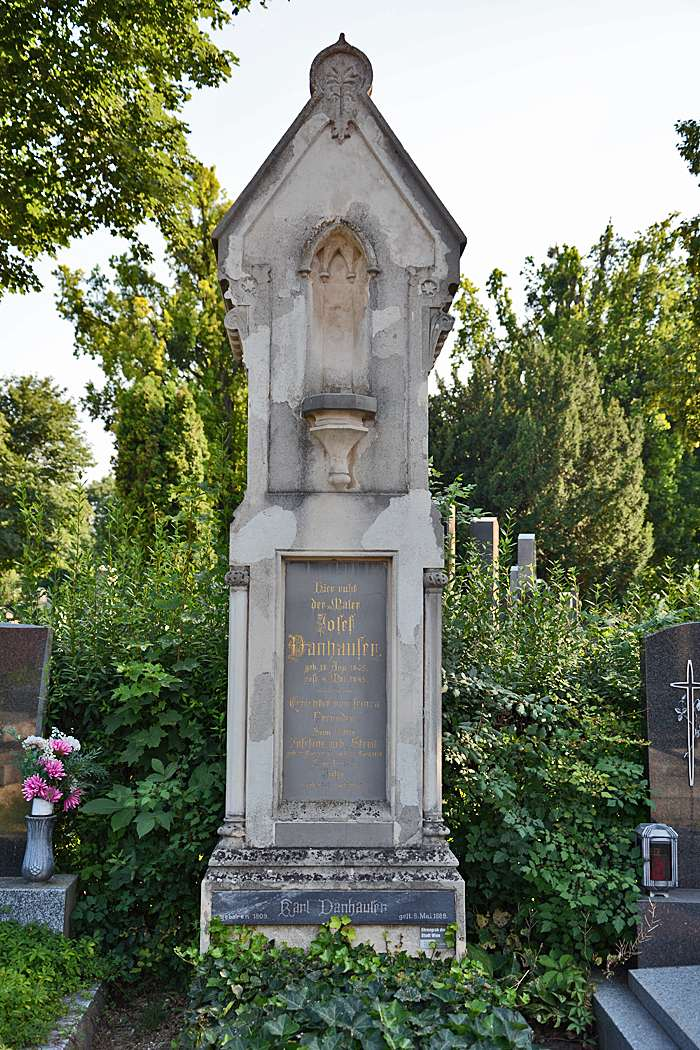
Grab von Josef Danhauser auf dem Wiener Zentralfriedhof

Danhauser war Porträt-, Historien- und Genremaler. Seine größte Bedeutung liegt auf dem Gebiet der Genremalerei, in der er neben Ferdinand Georg Waldmüller und Peter Fendi als wichtigster Maler der Biedermeierzeit in Wien zu sehen ist. In seinen Werken zeigt sich eine deutliche sozialkritische Note, die ihm nicht immer nur Freunde machte. Seine Bilder besitzen eine individuelle Note und persönliche Auffassung, auch der koloristische Wert ist beachtlich.
- Rudolf von Habsburg und der Einsiedler in der Kapelle von Lilienfeld (Budapest, Museum der bildenden Künste, Inv. Nr. 3024), 1825, Öl auf Leinwand, 72,7 × 58,8 cm
- Wallenstein ersticht sich im Zelte Ottokars – Szene aus Pyrkers Rudolphias (Budapest, Museum der bildenden Künste, Inv. Nr. 151.B), 1825, Öl auf Leinwand, 59 × 73,8 cm
- Ottokar erklärt Rudolf auf dem Turnierplatz mitten im Sturm den Krieg (Wien Museum, Inv. Nr. 12.868), 1825, Öl auf Leinwand, 60,3 × 74,1 cm
- Das Scholarenzimmer eines Malers (Wien, Belvedere, Inv. Nr. 2109), 1828, Öl auf Leinwand, 40 × 52 cm
- Komische Szene in einem Maleratelier (Wien, Belvedere, Inv. Nr. 2552), 1829, Öl auf Leinwand, 36,5 × 49,5 cm
- Bildnis eines Knaben (Wien Museum, Inv. Nr. 117.466), 1829, Öl auf Leinwand, 42 × 34,5 cm
- Porträt Ladislaus Pyrkers (Wien, Belvedere, Inv. Nr. 4030), Öl auf Papier, 32 × 26 cm oval
- Maleratelier mit Jeanne d’Arc (Budapest, Museum der bildenden Künste, Inv. Nr. 3044), 1830, Öl auf Leinwand, 78 × 103,5 cm
- Selbstporträt (Wien Museum, Inv. Nr. 13.940), 1830–35, Öl auf Holz, 23,3 × 20 cm
- Die Schlafenden (Budapest, Museum der bildenden Künste, Inv. Nr. 3051), 1831, Öl auf Leinwand, 68,5 × 51 cm
- Ottokars Tod (Budapest, Museum der bildenden Künste, Inv. Nr. 3055), 1832, Öl auf Leinwand, 103,5 × 84,5 cm
- Der letzte Kampf zwischen Rudolf und Ottokar (Budapest, Museum der bildenden Künste, Inv. Nr. 3021), 1832, Öl auf Leinwand, 58,5 × 69,5 cm
- Porträt der Frau von Streit, der Schwiegermutter des Künstlers (Linz, Oberösterreichisches Landesmuseum, Inv. Nr. KA 19), 1833, Öl auf Leinwand, 92 × 71,5 cm
- Abraham verstößt Hagar (Wien, Belvedere, Inv. Nr. 2553), 1833, Öl auf Leinwand
- Das Bekenntnis (Wien Museum, Inv. Nr. 16.698), 1834, Öl auf Leinwand, 128 × 96 cm
- Die Frau des Fischers mit ihrem Kinde (Privatbesitz), 1835, Öl auf Holz, 41 × 49 cm
- Der reiche Prasser (Wien, Belvedere, Inv. Nr. 2087), 1836, Öl auf Leinwand, 85,5 × 133 cm
- Der abgewiesene Freier (Wien Museum, Inv. Nr. 10.140), 1836, Öl auf Holz, 63 × 48,6 cm
- Die Frau des Fischers am Meeresufer (Wien, Belvedere, Inv. Nr. 6166), 1837, Öl auf Holz, 39,5 × 48,5 cm
- Der Augenarzt (Wien Museum, Inv. Nr. 48.679), 1837, Öl auf Leinwand, 94 × 125 cm
- Die Klostersuppe (Wien, Belvedere, Inv. Nr. 2088), 1838, Öl auf Holz, 85,5 × 130 cm
- Das Lotterielos (Wien Museum, Inv. Nr. 17.187), 1838, Öl auf Leinwand, 88,5 × 71 cm
- Die Testamentseröffnung (Wien, Belvedere, Inv. Nr. 2086), 1839, Öl auf Holz, 95 × 119 cm
- Der Pfennig der Witwe (Salzburg, Residenzgalerie, Inv. Nr. 595), 1839, Öl auf Leinwand, 97 × 127 cm
- Die Schachpartie (Wien, Belvedere), 1839, Öl auf Leinwand, 135 × 175 cm
- Die Mutterliebe (Wien, Belvedere, Inv. Nr. 280), 1839, Öl auf Leinwand, 50,7 × 42 cm
- Wein, Weib und Gesang (Wien, Belvedere), 1839
- Die Zeitungsleser (Wien, Belvedere, Inv. Nr. 2554), 1840, Öl auf Holz, 21 × 17 cm
- Der Astronom Karl Ludwig Edler von Littrow und Gattin Auguste geb. Bischoff (Wien Museum, Inv. Nr. 77.753), 1841, Öl auf Karton, 50 × 38 cm
- Die Hundekomödie (Wien Museum, Inv. Nr. 33.163), 1841, Öl auf Holz, 60,3 × 65,8 cm
- Die Romanlektüre (München, Galerie Grünwald), 1841, Öl auf Leinwand, 63 × 78,8 cm
- Madame Lenormand weissagt der Kaiserin Josephine die Trennung von Napoleon (verschollen), 1841, Öl auf Holz, 74 × 83 cm
- Das Kind und seine Welt (Wien Museum, Inv. Nr. 16.640), 1842, Öl auf Holz, 22,6 × 29 cm
- Die kleinen Virtuosen (Wien, Belvedere, Inv. Nr. 6071), 1843, Öl auf Pappe, 40 × 36,5 cm
- Das A-B-C (Wien Museum, Inv. Nr. 30.846), 1843, Öl auf Holz, 38,5 × 35,5 cm
- Die Brautwerbung (Privatbesitz), 1844, Öl auf Holz, 45 × 57 cm
- Der Gottscheer Junge (Privatbesitz), 1844, Öl auf Holz
- Bildnis Franz von Schober (Wien Museum, Inv. Nr. 56.421), 1844, Öl auf Holz, 16 × 13 cm
- Die aufgehobene Zinspfändung (Linz, Oberösterreichisches Landesmuseum, Inv. Nr. G 2033), 1844, Öl auf Holz, 90 × 108 cm
- Die Dorfpolitiker (Wien, City Galerie), 1844, Öl auf Holz, 36 × 40,6 cm
- Das Stiegenweibchen (Wien, Kunsthandlung Hassfurther), 1845, Öl auf Holz, 42 × 33,5 cm
- Franz Stelzhamer (Linz, Oberösterreichisches Landesmuseum, Inv. Nr. G 681), 1845, Öl auf Leinwand, 74 × 60 cm
- Franz Danhauser, der Bruder des Künstlers (Wien Museum, Inv. Nr. 71.809), 1845, Öl auf Pappe, 34,3 × 27,2 cm